# Сан-Мартинью-де-Анта
Сан-Мартинью-де-Анта (порт. São Martinho de Anta) — район (фрегезия) в Португалии, входит в округ Вила-Реал. Является составной частью муниципалитета Саброза. По старому административному делению входил в провинцию Траз-уж-Монтиш и Алту-Дору. Входит в экономико-статистический субрегион Доуру, который входит в Северный регион. Население составляет 870 человек на 2001 год. Занимает площадь 16,01 км².